# 奧焦爾內島
奧焦爾內島是俄羅斯的島嶼，屬於北地群島的一部分，位於共青團員島以東1.4公里的拉普捷夫海，由克拉斯諾亞爾斯克邊疆區負責管轄，長2.3公里、寬0.7公里，島上無人居住。